# Alf Nilsson (arkitekt)
Alf Hugo Nilsson, född 24 december 1933 i Ängelholms församling i dåvarande Kristianstads län, död 30 april 1987 i Hägerstens församling i Stockholms län, var en svensk arkitekt.
Nilsson, som var son till lantbrukare Alfred Nilsson och Anna Pettersson, avlade studentexamen i Ängelholm 1952 och utexaminerades från Kungliga Tekniska högskolan 1961. Han var anställd hos arkitekt Gösta Åbergh i Stockholm 1955–1964, vid Skolöverstyrelsen 1964–1965 och informationschef vid Statens institut för byggnadsforskning från 1967. Han var övningsassistent i arkitektur vid Kungliga Tekniska högskolan. Pris och inköp vid stadsplanetävlingar i Ängelholm 1960, Visby och Fristad 1963, Kumla och Karlskrona 1965.